# Gran hambruna de Kan'ei

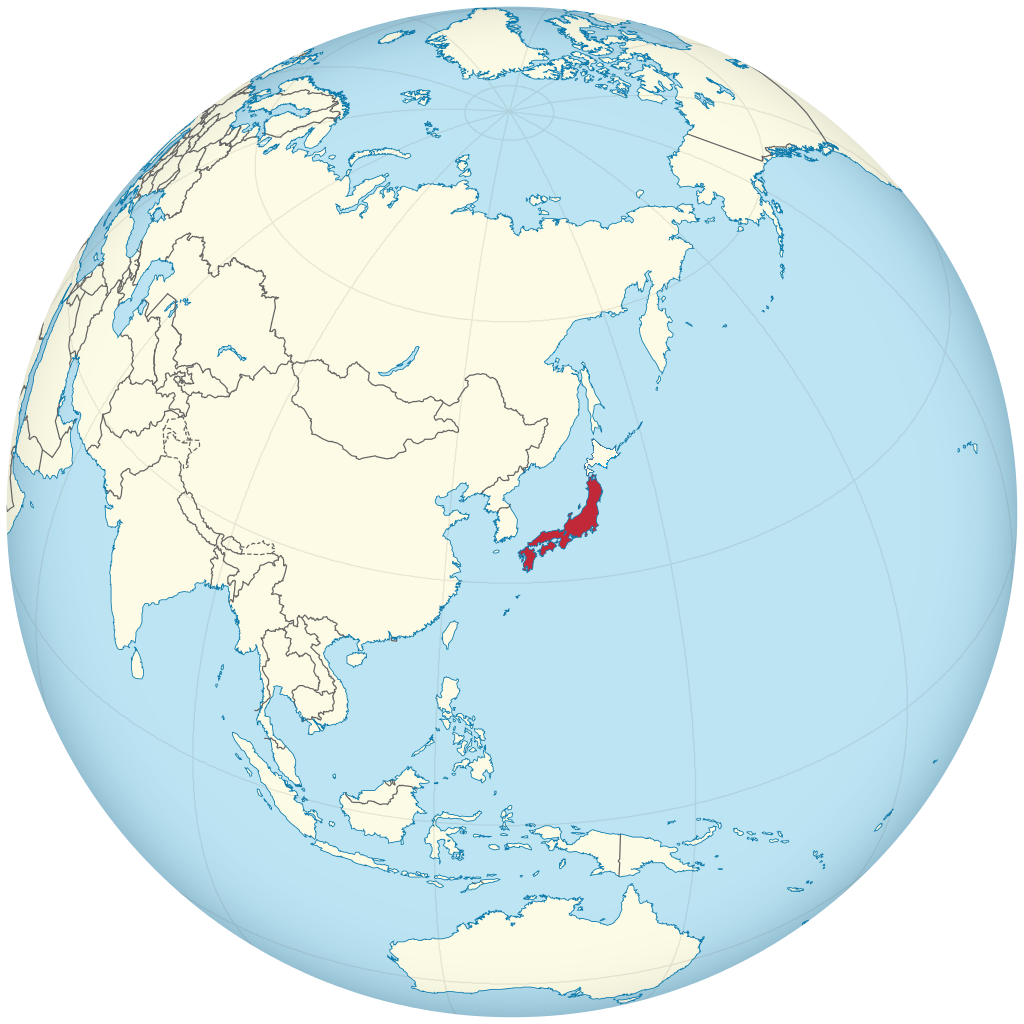
Mapa del archipiélago de Japón, donde se estableció el Shogunato Tokugawa desde 1603 hasta 1868

La Gran Hambruna de Kan'ei (寛永の大飢饉 Kan'ei no daikikin) fue una hambruna que afectó a Japón durante el reinado de la Emperatriz Meishō en el período Edo. El shōgun gobernante durante la hambruna fue Tokugawa Iemitsu. Se calcula que el número estimado de muertes por inanición fue de entre 50,000 y 100,000. Generalmente se considera que la hambruna comenzó en 1640 y duró hasta 1643. Su nombre se debe a la era Kan'ei (1624–1644).

## Eventos antecesores
Debido a la gran cantidad de desplazados internos tras la Rebelión de Shimabara, y la epizootia de la peste bovina que estalló en Kyūshū en 1638 es imposible de contener, lo que lleva a muertes masivas de ganado en el oeste de Japón, la reducción de la productividad agrícola comenzó en 1640 debido a La escasez de animales de trabajo. Además, la motivación entre los agricultores se debilitaba debido al empobrecimiento extremo de los miembros de clase baja de samurái. El aumento del gasto después de la reforma de 1635 de Sankin-kōtai (frecuencia creciente de viajes anuales de daimyō a Edo) tampoco ayudó. El desvío de mano de obra a la finalización de la carretera Tōkaidō y los disturbios económicos causados por las reformas monetarias abortivas en 1641, redujeron aún más el margen de la productividad agrícola, haciendo inevitable la hambruna.

## Hambruna

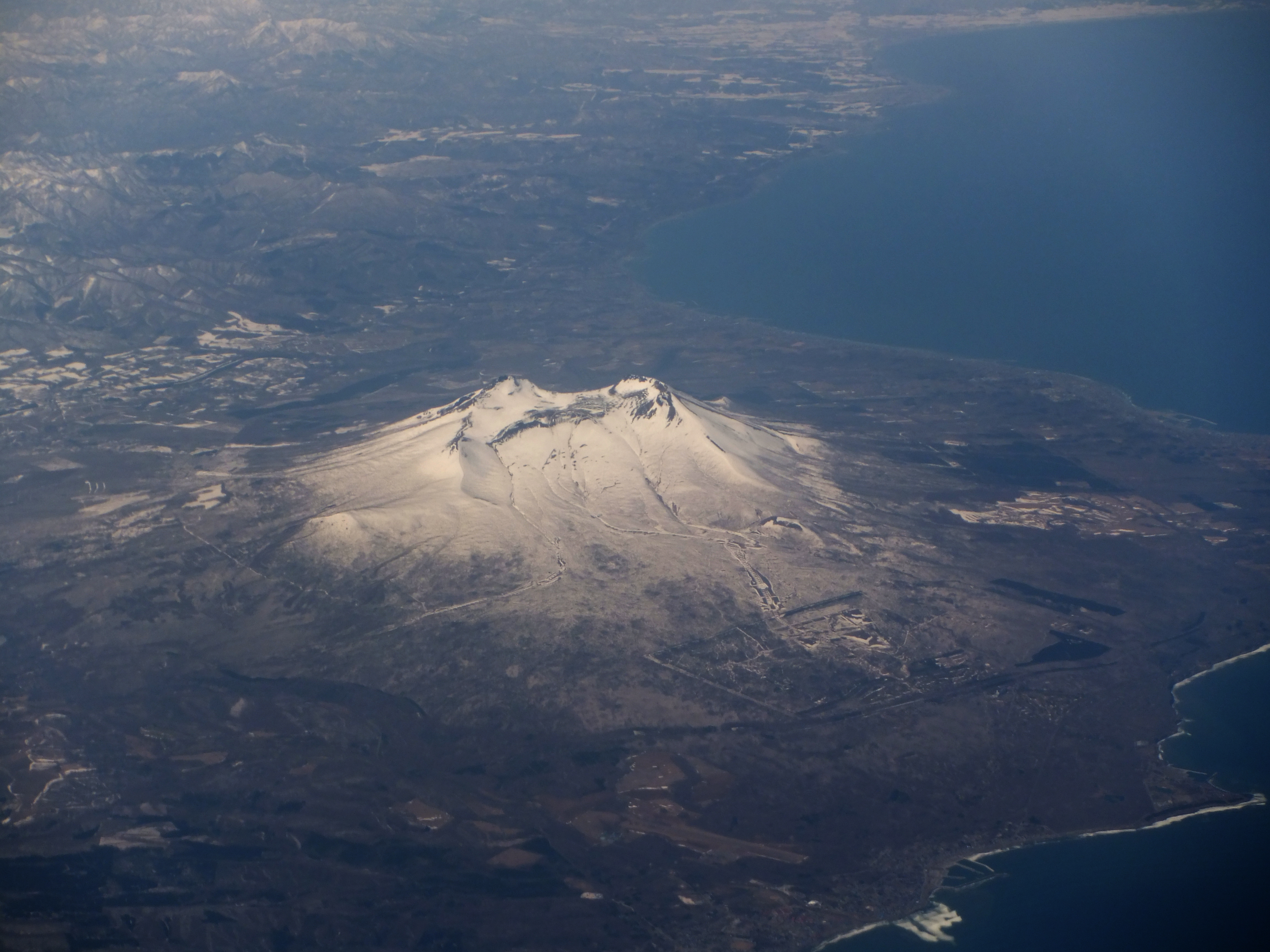
Estratovolcán Hokkaido Koma-ga-take, al sur de la isla de Hokkaido

La erupción del estratovolcán Hokkaido Koma-ga-take en junio de 1640, que resultó en fuertes cenizas y envenenamiento de plantas en la península de Tsugaru y áreas cercanas, desencadenó la pérdida de cosechas locales que continuaron en 1642. A principios de 1641 ya se había visto una gran cantidad de eventos climáticos anormales en el este de Asia. En Japón, la sequía golpeó las regiones de Kinai y Chūgoku, así como la isla de Shikoku. Vientos fríos y fuertes lluvias afligieron a la región de Hokuriku. En otros lugares, los patrones anormales de fuertes lluvias, inundaciones, sequías, heladas (en particular, las heladas azotadas en Akita en agosto) y el daño causado por insectos hicieron que las reservas de alimentos cayeran en picado hacia cero. En general, las malas cosechas más graves ocurrieron en la región de Tōhoku en áreas frente al Mar de Japón.

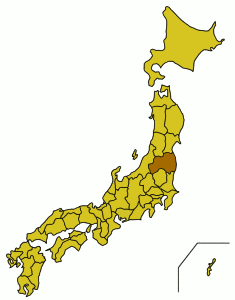
Prefectura de Fukushima, zona afectada

Isla de Shikoku, en Japón. De las zonas más afectadas por la hambruna

En junio de 1642, los campesinos hambrientos habían comenzado a huir o vender sus lotes en masa, lo que alertó al shogunato sobre la magnitud de la hambruna. El shogunato reaccionó ordenando la re-plantación de plantaciones de tabaco con cultivos alimenticios, restringiendo la producción de alcohol (sin nuevas cervecerías, suspensión de la producción de cervecerías rurales y reduciendo a la mitad la producción de cervecerías urbanas y de carreteras), y prohibiendo la venta de lotes de tierra. Además, se prohibió la fabricación y venta de productos alimenticios no esenciales como udon de mijo, harina de trigo, sōmen, manjū, confitería y soba. También se pusieron en práctica mejoras en el sistema de distribución de arroz y el retiro de daimyō que retiene arroz a Edo, junto con cobertizos de distribución de alimentos de emergencia. Sin embargo, a pesar de los mejores esfuerzos del gobierno y de los clanes, el número de personas que mueren de hambre aumentó constantemente durante el invierno de 1642-1643. El gran desplazamiento de personas dio lugar a fluctuaciones salvajes de la población en Edo y otras tres ciudades importantes de Japón, ya que las multitudes buscaron los lugares donde era menos probable el hambre.
Una de las áreas más afectadas fue Aizu, en lo que hoy es la Prefectura de Fukushima, donde los agricultores locales realizaron infanticidios en todos los niños menores de 7 años y prestaron a los niños mayores como esclavos, a menudo a proxenetas. Debido a las altas tasas de interés, estos préstamos con frecuencia se convirtieron en esclavitud permanente. Si el niño esclavo escapa, los padres campesinos se ven obligados a devolver una doble cantidad de oro o proporcionar otro esclavo. En una aldea, de 127 personas, 60 fueron vendidas como esclavas en el lapso de cuatro años (incluso si a los vendedores no se les pagaba), porque convertirse en esclavos era la única opción para escapar del hambre.
Según el Fukuza Monogatari (福斉物語), la situación en Kioto fue particularmente terrible. El humo habitual de la estufa al amanecer y al anochecer desapareció, la gente deambulaba en formaciones de pandillas, los cadáveres se amontonaban en las calles y los bebés eran abandonados bajo el alero para morir de hambre o ser devorado por perros.
En Nakatsugawa (Gifu), murieron de hambre 90 personas de un total de 700 durante la Gran Hambruna de Kan'ei.
Con el rendimiento de la cosecha en 1643 más cerca del promedio, la hambruna terminó gradualmente.

## Consecuencias
El gobierno del Shogunato Tokugawa utilizó las prácticas aprendidas durante la Gran Hambruna de Kan'ei para el manejo de las hambrunas posteriores, especialmente durante la hambruna de Tenpō en 1833. Además, junto con la expulsión del cristianismo de Japón, la Gran Hambruna de Kan'ei estableció un plantilla de cómo los Bakufu abordarían los problemas de todo el país, evitando el daimyō. Las estructuras de gobierno de varios clanes se racionalizaron. Finalmente, se implementó una mayor protección de los campesinos contra los impuestos arbitrarios de los señores locales.